# François Vignole
François Vignole, né le 8 juillet 1914 à Lau-Balagnas et mort le 1er avril 1992 à Lannemezan, est un ancien skieur alpin français. Il est un des pionniers du ski pyrénéen, mais est également connu pour sa participation à la résistance et au sauvetage en montagne, ce qui lui valut la Légion d'Honneur décernée le 28 janvier 1970 au titre de 3 ministères: Ministère de l'intérieur pour le secours en montagne, Ministère des armées pour ses actes de résistance, et Ministère de la Jeunesse et des sports pour ses résultats sportifs. Il a également entrainé la championne  de ski Isabelle Mir, et est à l'origine de la station de ski de Saint Lary Soulan (65) dont il sera le premier directeur technique. 

## Carrière sportive
A l'école primaire de Barèges, l'instituteur de François Vignole est également le fondateur et l'animateur du club de ski l'avalanche de Barège. Sa première victoire est obtenue en ski de fond, au Championnat des Pyrénées de 1925 à Cauteret. Il avait 11 ans. François Vignole développe son style dans les 4 disciplines du ski: Fond, Descente, Slalom et Saut.
Son premier succès national est le championnat de France Cadets - Junior de 1929 lors du Concours international de Superbagnères. Par la suite, il deviendra un des skieurs les plus prometteurs de sa génération, sa carrière internationale progressant rapidement jusqu’en 1935. Sélectionné pour les Jeux Olympiques d'hiver de 1936, il sera  fauché par la poliomyélite, ce qui mettra un terme à sa carrière internationale. Malgré des séquelles à la jambe droite, il continue sa carrière nationale de 1942 jusqu'en 1949, un exemple de longévité sportive malgré les coups du sort.

## Résistance
En 1939, les séquelles de sa maladie l'empêchent d'être mobilisé. Toutefois, pendant la guerre et l'occupation, il s'engage dans un réseau militaire et, à partir de l'occupation de la zone libre en 1942 fait passer régulièrement le courrier et des militaires (essentiellement aviateurs anglais ou américains) en Espagne. Sur l'ensemble de la filière du réseau Edouard, il gère la dernière étape, celle du passage de la frontière par la montagne, qu'il connait comme sa poche. De l'autre côté de la frontière, son frère Marc Vignole prend en charge les évadés dans la vallée espagnole de la Piñeta. 

## Sauvetage en montagne
François Vignole a participé plus de 200 sauvetages en montagne, et a assumé la responsabilité des secours en montagne pour les vallées d'Aure et du Louron. Cette activité, débutée dès 1927 a été une excellente couverture pendant la guerre. 

## Résultats sportifs nationaux

### 1929 Championnat de France national du ski (Superbagnères)
- Fond 12 km (Juniors): 2nd

- Saut (Junior): 2nd
- Slalom (Juniors):

### 1931 Championnat Junior (Villars de Lans)
- 2nd Slalom
- 17ème Saut

- Classement national: 10ème

### 1932 Championnat de France (et championnat international)
- Descente: 5ème (1er Français)
- Slalom: 17ème
- Saut: 17ème
- Combiné Descente/Slalom : 8ème

### 1933 Championnat de France (Briançon)
- Descente: 3ème
- Combiné Descente/Slalom: 4ème

### 1934 Championnat de France international (Superbagnères)
- Descente: 11ème
- Slalom: 12ème
- Saut: 4ème
- Combiné: 10ème (1er Français)

### 1935 Championnat de France international (Chamonix)
- Descente: 3ème (1er Français)
- Slalom: 1er
- Combiné Descente: 1er

### 1942 Championnats de France (Chamonix)
- Fond 18km: 26ème
- Saut: 5ème

### 1943 Briançon-Serre Chevalier
- Fond 18km: 8ème
- Slalom: 10ème
- Descente: 9ème
- Saut spécial: 4ème
- Saut combiné: 2ème
- Champion du Combiné Fond et Saut

### 1944: Championnats de France (Briançon-Serre Chevalier)
- Fond 18km: 5ème
- Slalom: 3ème
- Descente: 12ème
- Saut spécial: 5ème
- Saut combiné: 1er
- Champion du Combiné 4 épreuves

## Championnats du monde
| Épreuve / Édition          | Descente | Slalom | Combiné |
| -------------------------- | -------- | ------ | ------- |
| Mondiaux 1933 Innsbruck    | 34e      | 43e    | 37e     |
| Mondiaux 1934 Saint-Moritz | 25e      | 16e    | 22e     |
| Mondiaux 1935 Mürren       | 19e      | Bronze | 11e     |